# Міжнародна біологічна програма
Міжнаро́дна біологі́чна програ́ма (МБП, англ. International Biological Program, IBP) — програма дослідження в масштабі всієї планети біологічної продуктивності природних та створених людиною рослинних та тваринних угруповань, що проводилася в період між 1964 і 1974 роками.
Мета МБП — виявити основні закономірності розподілення та відтворення органічних речовин в інтересах найраціональнішого використання їх людиною і отримання максимальної продуктивності на одиницю площі в природних чи культурних умовах.
Біологи з великою цікавістю спостерігали за Роком геофізики та вирішили започаткувати Міжнародну біологічну програму. Ця програма висунула екологію як найпріоритетнішу проблему не тільки для біологів, а й для політичних діячів. Предмет програми визначили як «біологічні аспекти виробництва та людського добробуту». Він включав вивчення біологічних процесів на землі й в океанах, використання відомих та дослідження нових природних ресурсів. Також досліджувалася здатність людини до адаптації до можливих змін у довкіллі. Протягом останніх років десятиліття Міжнародної біологічної програми виникли плани для ще одного проекту — Міжурядової програми ООН «Людина і біосфера».